# Калень-Другий
Калень-Другий (пол. Kaleń Drugi) — село в Польщі, у гміні Соболев Ґарволінського повіту Мазовецького воєводства.
Населення — 384 особи (2011).
У 1975-1998 роках село належало до Седлецького воєводства.

## Демографія
Демографічна структура станом на 31 березня 2011 року:
|          | Загалом | Допрацездатний вік | Працездатний вік | Постпрацездатний вік |
| -------- | ------- | ------------------ | ---------------- | -------------------- |
| Чоловіки | 199     | 52                 | 135              | 12                   |
| Жінки    | 185     | 35                 | 121              | 29                   |
| Разом    | 384     | 87                 | 256              | 41                   |